# Gianfranco Barra

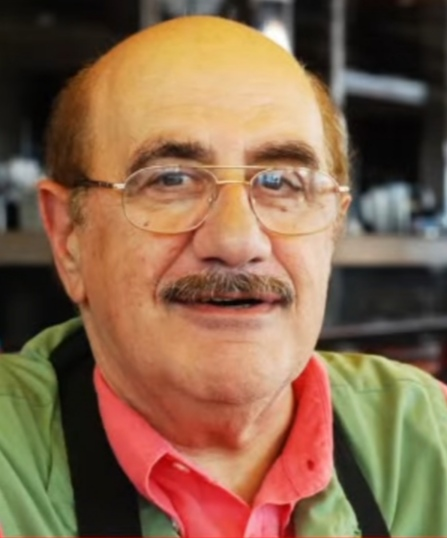
Gianfranco Barra (2012)

Gianfranco Barra (* 5. April 1940 in Rom; † 23. März 2025 ebendort) war ein italienischer Schauspieler.

## Leben
Barra besuchte ab 1960 die Accademia Silvio D’Amico und verfolgte nach deren Abschluss eine Bühnenkarriere. Sein erster Film war 1968 Luigi Zampas Il medico della mutua; bald etablierte sich Barra als Charakterdarsteller vor allem komischer Nebenrollen. Seit seinem Filmdebüt spielte er in zahlreichen Filmen sowohl Halunken, Gauner und Mafiabosse als auch Polizisten, Agenten, Priester oder auch Händler und Hausmeister.
Dem deutschsprachigen Publikum war er vor allem als neugieriger und fotografierender Hoteldiener in Billy Wilders Film Avanti, Avanti! (1972) mit Jack Lemmon sowie als der Gauner „Torcillo“ im Film Banana Joe (1981) mit Bud Spencer bekannt. Oft arbeitete er in den 1970er-Jahren mit Regisseur Steno zusammen. Während der 1980er- und vor allem 1990er-Jahre festigte er seinen Ruf auch als ernsthafter Darsteller. Er nahm nun auch Angebote des Fernsehens und Aufträge für Werbespots an. Insgesamt umfasst Barras filmisches Schaffen zwischen 1968 und 2016 mehr als 115 Film- und Fernsehproduktionen.

## Filmografie (Auswahl)
- 1968: Il medico della mutua
- 1970: Ermittlungen gegen einen über jeden Verdacht erhabenen Bürger (Indagine su un cittadino al di sopra di ogni sospetto)
- 1970: Sein bestes Stück verkauft man nicht (Il trapianto)
- 1971: Untersuchungshaft (Detenuto in attesa di giudizio)
- 1972: Mimi, in seiner Ehre gekränkt (Mimì metallurgico ferito nell’onore)
- 1972: Das Syndikat (La polizia ringrazia)
- 1972: Ein Halleluja für zwei linke Brüder (Jesse & Lester, due fratelli in un posto chiamato Trinità)
- 1972: Quäle nie ein Kind zum Scherz (Non si sevizia un paperino)
- 1972: Avanti, Avanti! (Avanti!)
- 1973: Liebe und Anarchie (Film d’amore e d’anarchia – Ovvero “Stamattina alle 10 in via dei Fiori nella nota casa di tolleranza…”)
- 1973: Ein Scheiß-Wochenende (Mordi e fuggi)
- 1973: Die Sommerfrische (La villeggiatura)
- 1974: Brot und Schokolade (Pane e cioccolata)
- 1974: In den Händen des Entführers (Fatevi vivi, la polizia non interverrà)
- 1975: Die Killermafia (La polizia accusa: il Servizio Segreto uccide)
- 1975: Der Kleine mit dem dicken Hammer (Il padrone e l’operaio)
- 1976: Lollipops und heiße Höschen (Spogliamoci così, senza pudor)
- 1977: Hilfe, sie liebt mich (L’altra metà del cielo)
- 1977: Viva Italia (I nuovi mostri)
- 1977: Vom Blitz getroffen (Doppio delitto)
- 1978: Die Hauslehrerin (L’insegnante viene a casa)
- 1979: Wilde Betten – Lippenstift-Tigerinnen (Letti selvaggi)
- 1979: Das Schlitzohr von der Sitte (La poliziotta della squadra del buon costume)
- 1980: Omar Mukhtar – Löwe der Wüste (Omar Mukhtar – Lion of the Desert)
- 1982: Banana Joe
- 1982: Kommt pudelnackt, das Erbe lacht (Giovani, belle… probabilmente ricche)
- 1982: Eccezzziunale… veramente
- 1983: Gelati und Amore (Sapore di mare)
- 1988: Von Räubern, Kavalieren und harmonischen Menschen (Domani accadrà)
- 1988: Die Partie seines Lebens (La partita)
- 1992: Die Jagd nach Arthur (Un orso chiamato Arturo)
- 1993: Giovanni Falcone – Im Netz der Mafia (Giovanni Falcone)
- 1994: Nur für Dich (Only You)
- 1996–1998: Dem Himmel ganz nah (Dio vede e provvede, Fernsehserie, 2 Folgen)
- 1999: Der talentierte Mr. Ripley (The Talented Mr. Ripley)
- 2000: Die Villa (Up at the Villa)
- 2000: Der Held aus Apulien (Vola Sciusciù) (Fernsehfilm)
- 2002: Heaven
- 2006–2009: L’onore e il rispetto (Miniserie, 9 Folgen)
- 2010: La passione
- 2016: Anno nuovo vita nuova (Kurzfilm)